# 塞苏拉斯
塞苏拉斯（西班牙語：Cesuras），是西班牙加利西亚自治区拉科鲁尼亚省的一个市镇。
2013年6月6日，加利西亚自治区政府的批准了塞苏拉斯与奥萨德洛斯里奥斯的市镇合并议案，成立新市镇奥萨-塞苏拉斯。

## 图集

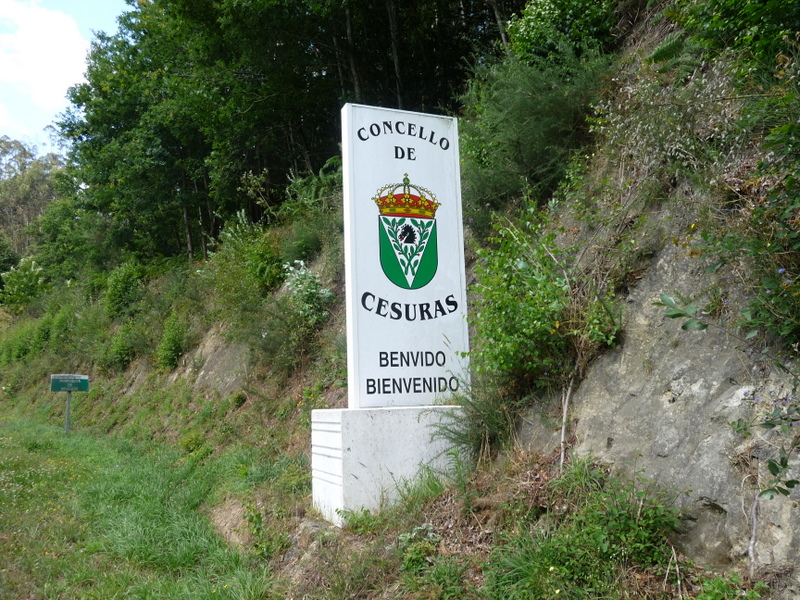
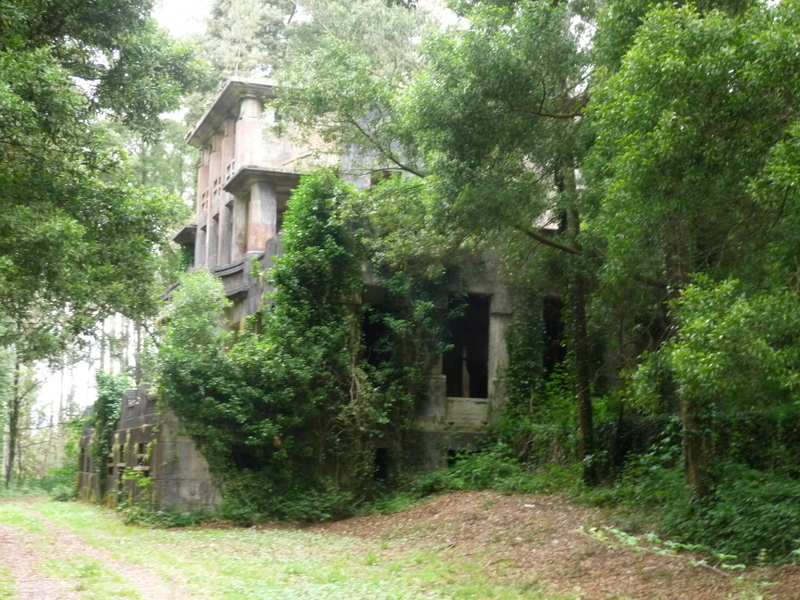
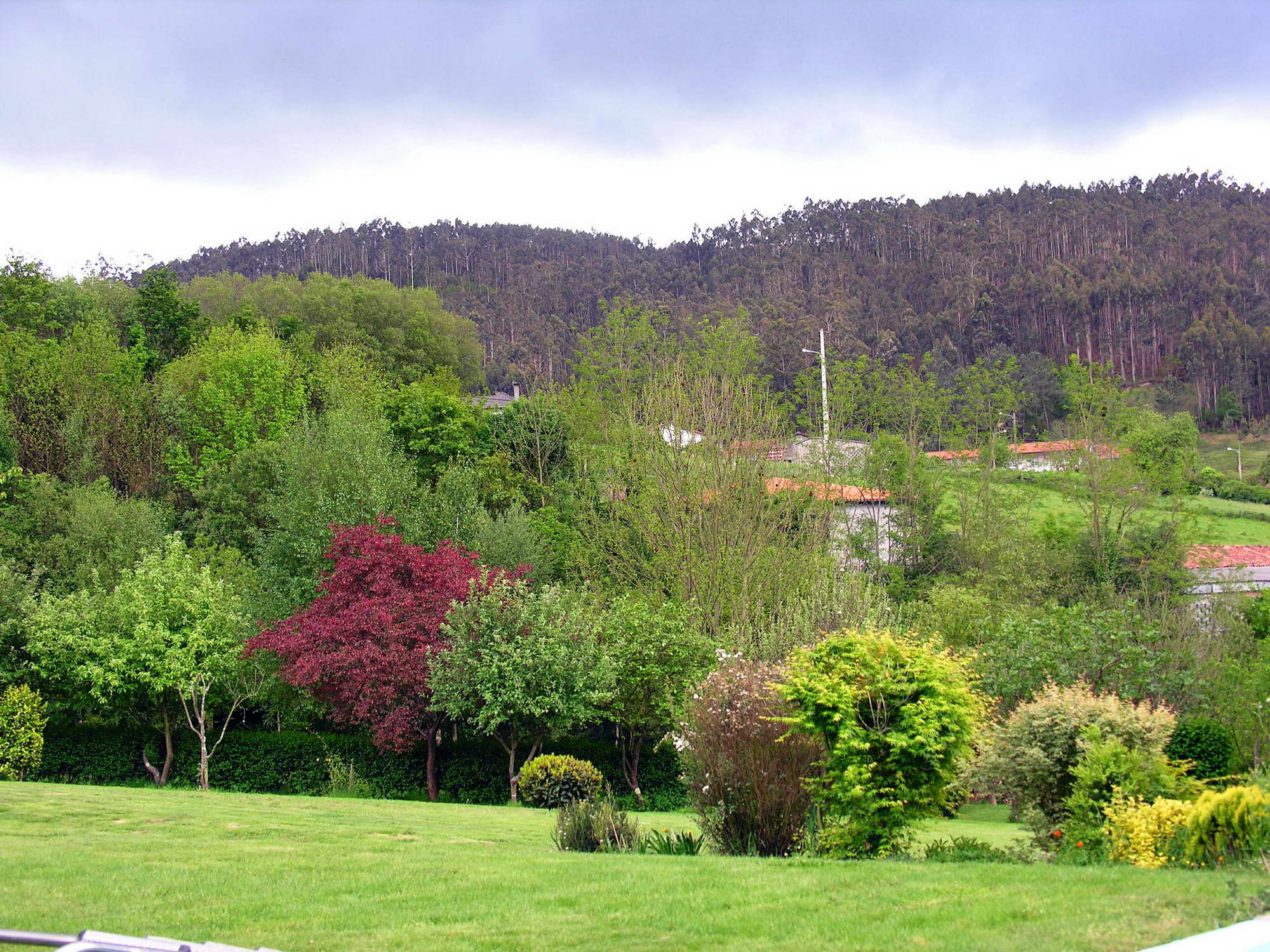
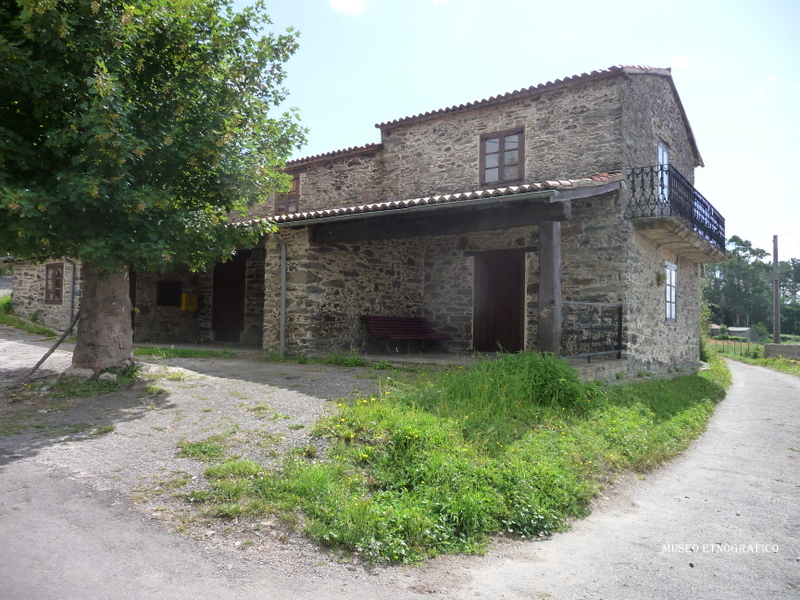

## 人口
| 塞苏拉斯历史人口变化图 |
|                        |
| 来源：西班牙国家统计局 |